# André Vercruysse
André Vercruysse   (5 de febrer de 1895 - 27 de juliol de 1968) va ser un ciclista belga que va prendre part en els Jocs Olímpics d'Anvers de 1920.
Va guanyar la medalla de bronze en la contrarellotge per equips, formant equip amb Albert Wyckmans, Albert De Bunné i Jean Janssens. També va prendre part en la contrarellotge individual, en què acabà quinzè.

## Palmarès
- 1920
  -  Medalla de bronze als Jocs Olímpics d'Anvers en contrarellotge per equips